# Tabac

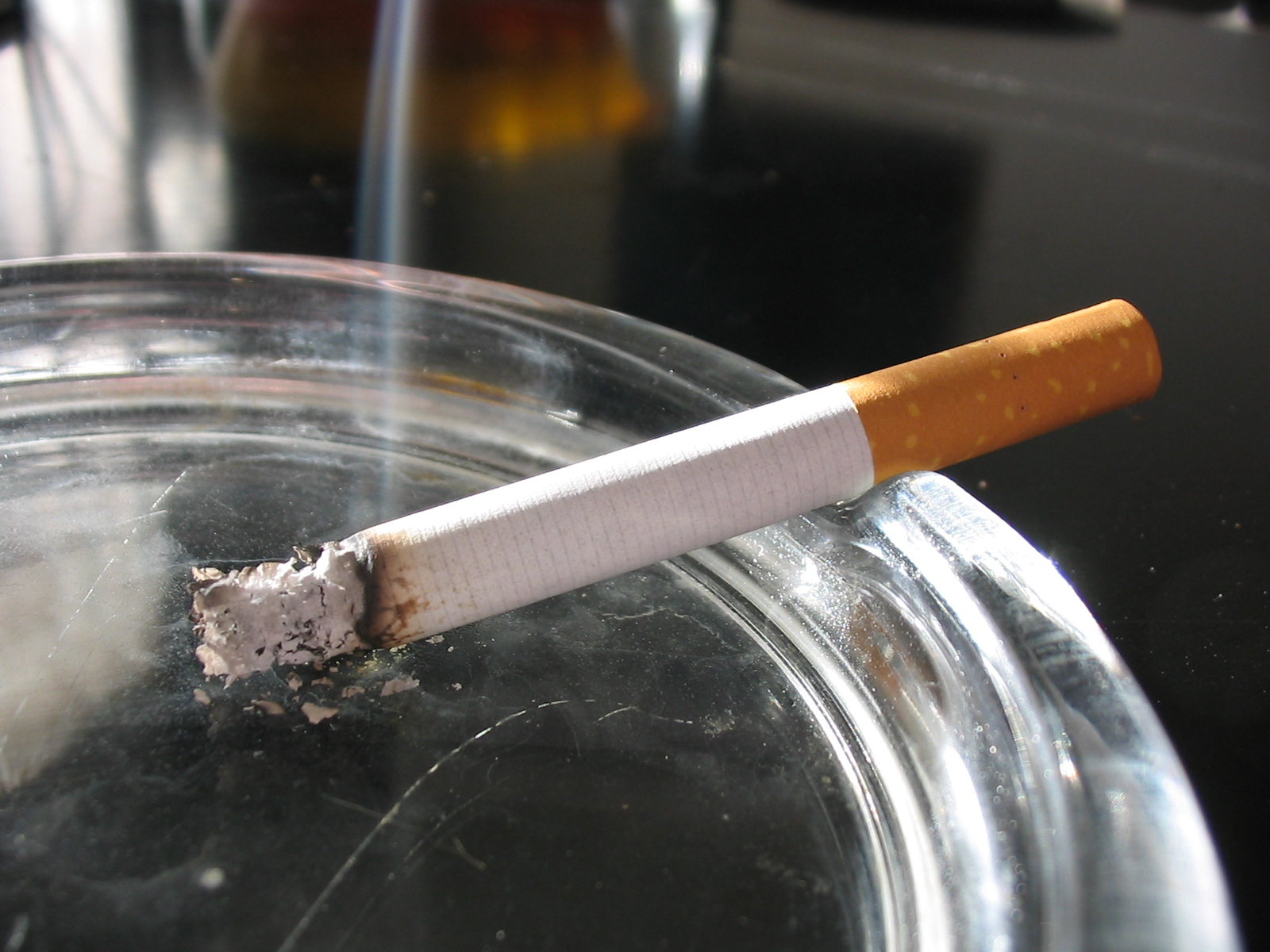
Una cigarreta encesa tirada en un cendrer

El tabac és una droga recreativa legal produïda, entre altres coses, amb diverses espècies del gènere Nicotiana, que contenen nicotina, tot i que una gran part de la nicotina d'aquest producte és afegida artificialment. Hi ha proves que apunten que és fortament addictiva. El tabac es pot consumir de diverses maneres: en cigarret, pipa, cigar, aspirat, mastegat, etc. Al món hi ha 100 milions de consumidors de tabac i, segons l'OMS, és la causa més gran de mortalitat mundial en l'actualitat, amb 5,4 milions de morts anuals a causa d'aquesta pràctica, prop del 10% del total de morts anuals al món.
A Catalunya hi moren unes 9.000 persones l'any per culpa del tabac, segons l'agència de salut Pública, mentre que en moren uns 250 l'any en accidents de trànsit.
El fum del tabac, aspirat també per les persones que es troben a prop dels fumadors, conté cinc grups principals de components perjudicials per a la salut: els quitrans, el monòxid de carboni, els elements radioactius, les substàncies irritants i la nicotina. Està demostrat que el consum de tabac afavoreix diversos tipus de càncers, com el de boca, laringe, pulmó i aparell excretor; que provoca la mort o malformacions importants als fetus de mares fumadores i que afavoreix i multiplica les malalties cardiovasculars. Per tant, podem dir que el tabac és un important factor de risc del càncer que cal tenir en compte.
L'addició de diversos factors, com el consum d'altres drogues o les estades perllongades en coves, mines i altres llocs tancats, no sumen la probabilitat de patir càncer sinó que la multipliquen.

## Origen

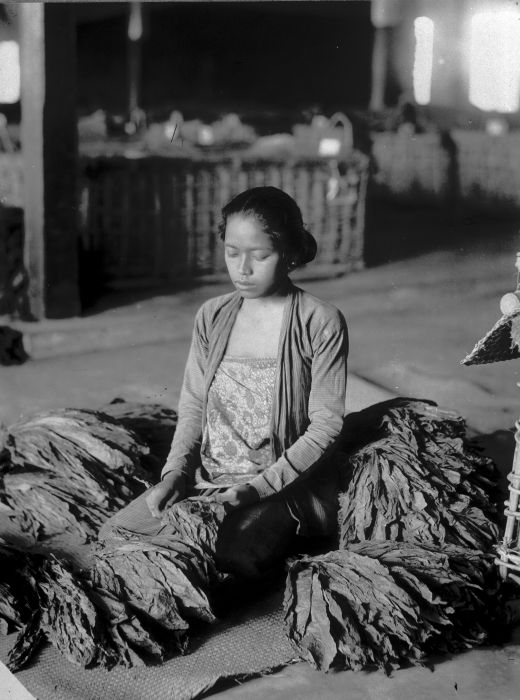
Treballadora als cultius de tabaquera als anys vint.

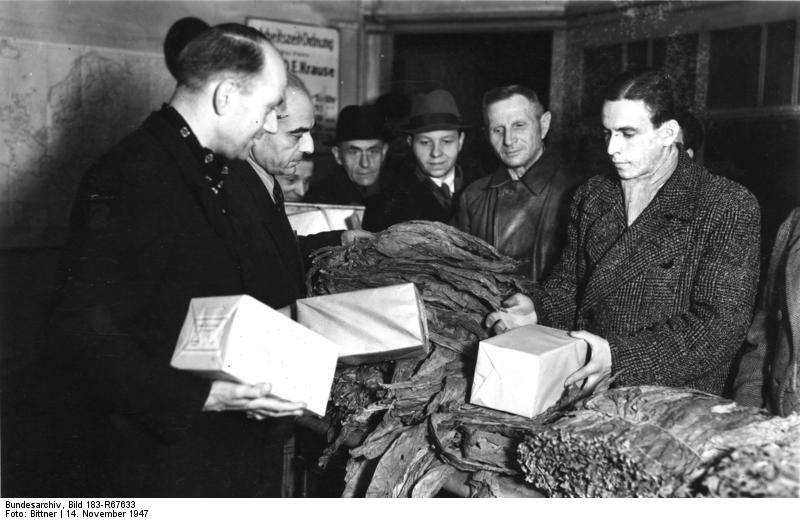
Venda de tabac a Berlin, el 1947

El tabac tenia diverses varietats de consum a Amèrica del Sud. A més de fumar-se, el tabac s'aspirava pel nas, es mastegava, es menjava, es bevia, s'untava sobre el cos, s'usava en gotes en els ulls i s'usava en ènemes. S'usava en ritus com bufar-lo sobre el rostre de guerrers abans de la lluita, s'espargia en camps abans de sembrar, s'oferia als déus, es vessava sobre les dones abans d'una relació sexual, i tant homes com dones ho utilitzava com a narcòtic.
Utilitzat pels maies per a celebracions rituals i religioses, va ser descobert pels europeus el 1492. El 1559, Francisco Hernández de Toledo va dur-ne llavors a Espanya i un any més tard el diplomàtic Jean Nicot -al qual la planta deu el nom genèric (Nicotiana)- la va introduir a França. El 1585 en va dur a Anglaterra el navegant sir Francis Drake i l'explorador anglès Walter Raleigh va iniciar a la cort isabelina el costum de fumar el tabac en pipes com a símbol d'elegància, aristocràcia i distinció.
El cultiu massiu de la tabaquera i la producció industrial de tabac van començar al sud dels Estats Units, on aquest conreu aviat en va substituir d'altres de menys rendibles com el cotó. El desenvolupament de la indústria tabaquera dels EUA es va fer sobretot a partir de la guerra civil d'aquest país, que va fer créixer ràpidament la seva economia i va crear grans empreses especialitzades. D'ençà de la primera dècada del segle XX que és sabut que el consum de tabac és perjudicial per a la salut però, la publicitat directa o a través de la fotografia, i després el cinema, van contribuir a popularitzar i posar de moda aquesta droga.
Al llarg del segle XX creix progressivament, d'una banda, la consciència que es tracta d'un producte nociu, mentre que d'altra banda, sembla que també creix, o almenys s'acaba fent pública, l'addició a productes nocius. Així, se sap que als anys 70 Brown i Williamson aconsegueixen una tabaquera que produeix tabac amb el doble de nicotina (6,5%) que les varietats anteriors, que en contenen de mitjana el 3,4%. Als any 90 es fa públic que les empreses fabricants de tabac augmenten artificialment el contingut de nicotina, i deu anys després ocorre el mateix amb el Poloni 210 (una substància radioactiva molt tòxica).Vegeu més avall
Els grans productors de tabac, molt poderosos econòmicament, paguen als polítics perquè votin a favor de la desregulació del tabac. Als Estats Units, país al qual les campanyes polítiques estan subvencionades per empreses privades, s'estima que el lobby del tabac empra una mitjana de 106 415 dòlars diaris en plets. En canvi, el consum del tabac és més gran i creix amb més força als països i classes socials més pobres, que n'han esdevingut els principals perjudicats.

## Composició

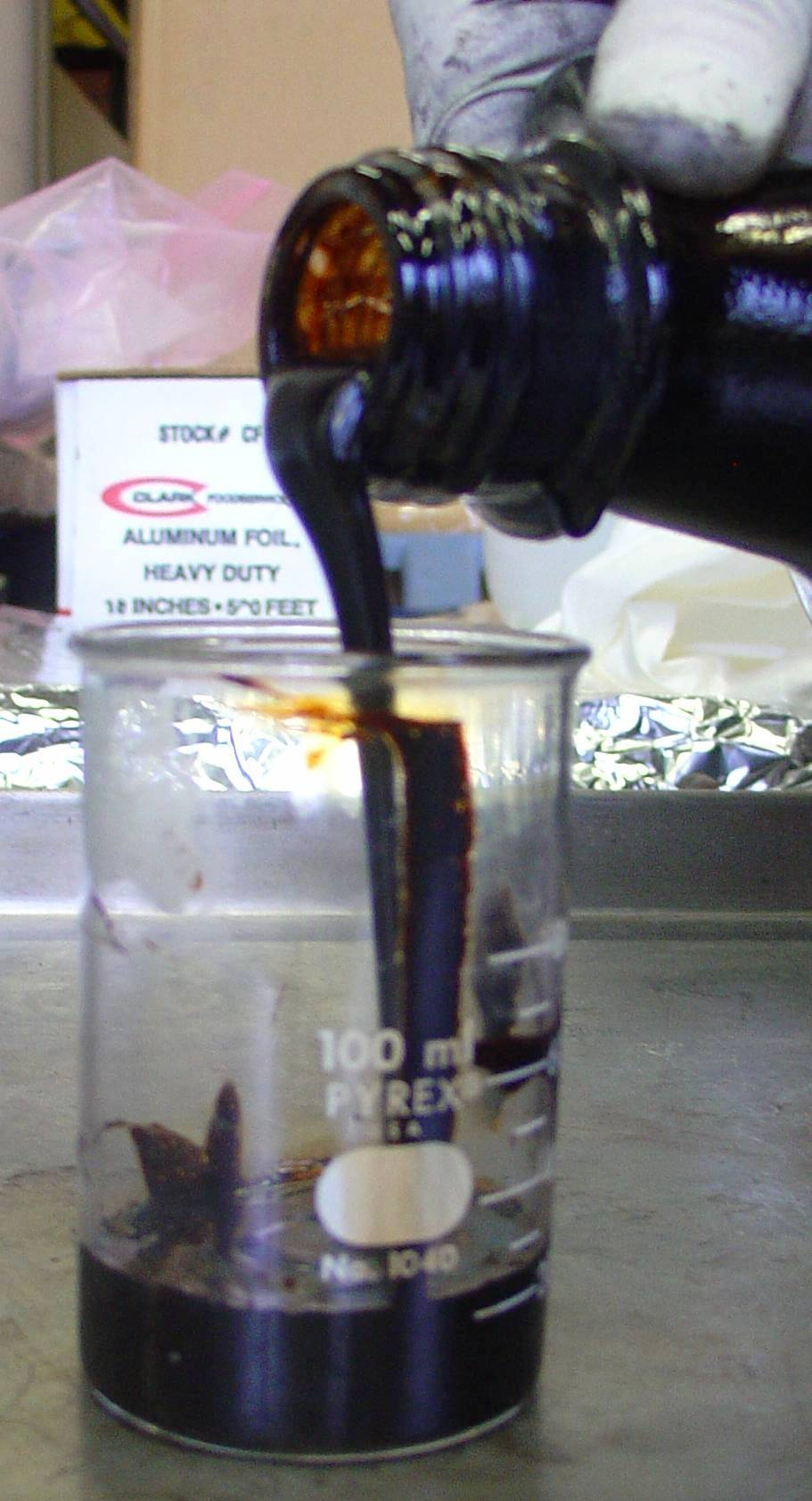
La major part del tabac és compost per quitrà

La tabaquera és una planta de la família de les solanàcies, que inclou la tomaquera i la patatera que es caracteritza per una alta concentració de nicotina, un alcaloide que contribueix a la dependència de tabac (tabaquisme) en el seu consum oral o inspirat i que es tracta, a més, d'un producte altament tòxic que s'usa com a insecticida.
L'alt nombre de substàncies -algunes de les quals encara desconegudes- que es troben a la fulla de la tabaquera fa molt complexa la composició del producte resultant. Hi ha diverses espècies de tabaquera, cadascuna de les quals conté diversos alcaloides. Per exemple, Nicotiana tabacum conté un 93,0% d'(S)-Nicotina i la resta d'alcaloides són un 3,9% de (S)-Anatabina, un 2,4% de (S)-Nornicotina i un 0,5% de (S)-anabasina.
El component principal del tabac és el quitrà, que forma entre el 88% i el 99% de la cigarreta. El quitrà és un subproducte del petroli que conté un gran nombre de substàncies que varien segons la seva provinença. La major part d'aquestes substàncies són nocives per a la salut, com també ho són la majoria de les creades per combustió en encendre la cigarreta i que passen al fum. Algunes d'aquestes substàncies són el cianur d'hidrogen, el monòxid de carboni (CO), diòxid de carboni (CO₂), amoníac, òxid de nitrogen, etc.
L'American Journal of Public Health va destapar l'any 2008 que les indústries tabaqueres més importants dels EUA, entre les quals es troben Philip Morris, RJ Reynolds o la British American Tobacco, han estat amagant voluntàriament al públic la presència de substàncies radioactives altament cancerígenes, com és el cas del Poloni-210 (l'utilitzat, per exemple, per a assassinar l'espia Alexander Litvinenko el 2006), a les cigarretes que venen des dels anys 60. El Poloni-210, d'elevadíssima activitat, és un dels elements radioactius més tòxics i el responsable d'un 1% de tots els càncers de pulmó als Estats Units. El Poloni-210 és a la cigarreta però passa al fum a causa de la presència dels adobs rics en fosfats usats al cultiu de la tabaquera, que són extrets a mines d'apatites, una mena de roca molt rica en radi i poloni. Aquestes substàncies el que fan concretament a la planta és reduir-ne el contingut en nitrat, el que dona el gust i olor característics de les cigarretes i s'usen doncs, com a additius aromatitzants. De fet, és possible reduir la quantitat de radioactivitat i de Poloni-210, simplement canviant d'adobs o afegint, per exemple, un dissolvent adient, però això es desestima perquè també trauria els aromes "desitjats" del tabac.

## Producció
| Xina | 3 200 000    |   |
| Índia | 875 000      | F |
| Brasil | 810 550      |   |
| Estats Units | 345 837      |   |
| Indonèsia | 226 700      |   |
| Malawi | 151 150      |   |
| Argentina | 148 000      | F |
| Tanzània | 120 000      |   |
| Zimbabwe | 115 000      | F |
| Mundial | 7 490 661,35 | A |
| Cap nota = dada oficial, F = estimació de la FAO, A = Agregat (pot incloure dades oficials, semioficials o estimades). |              |   |

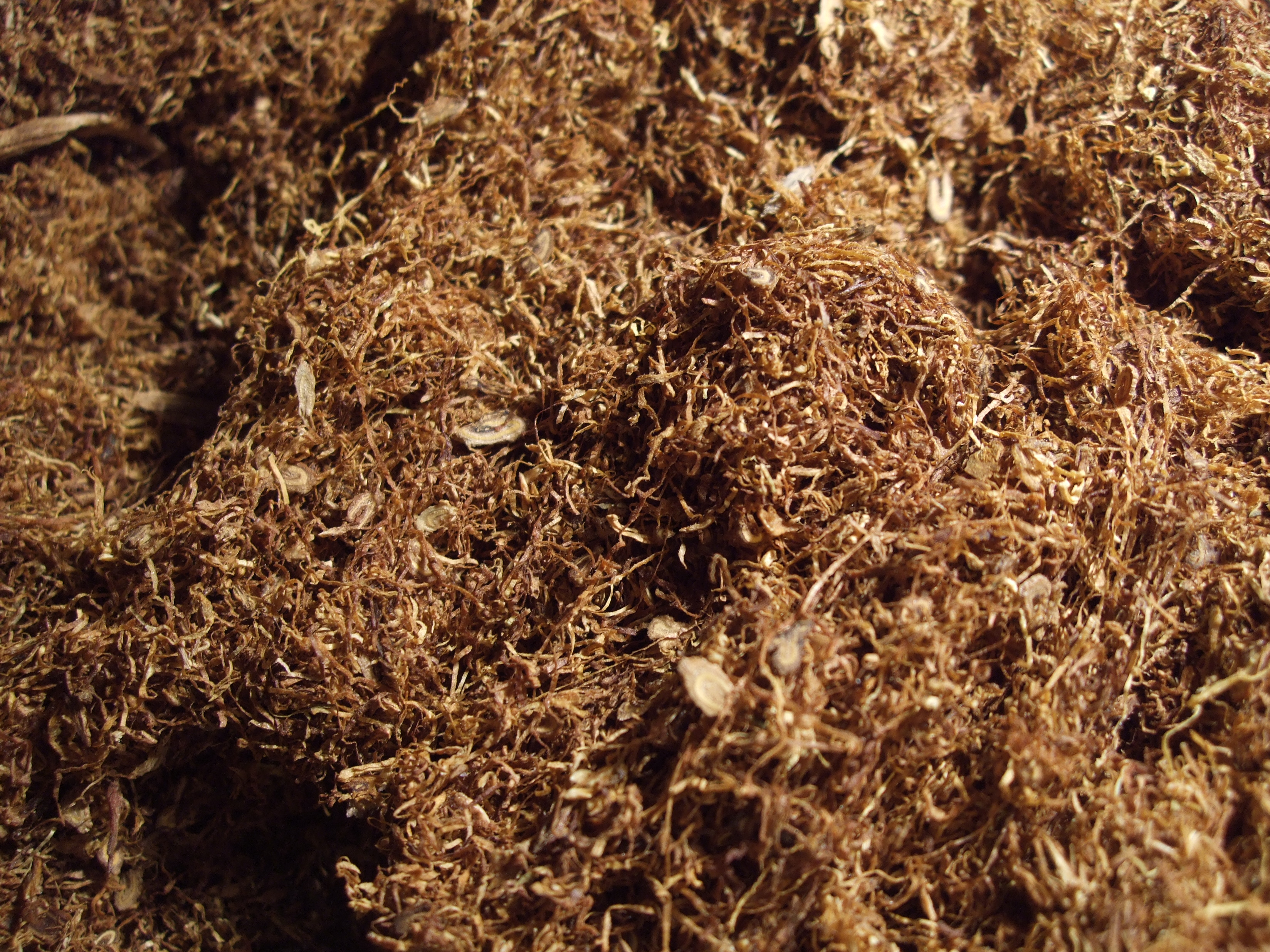
Tabac assecat.

El tabac es fa a partir de les fulles de les tabaqueres un cop seques i preparades convenientment. Es trinxen i se'ls afegeixen diversos productes, per omplir i per lligar i unir la barreja, modificar el color, el gust i l'olor, conservar i donar plasticitat, entre d'altres funcions. Fins a l'actualitat cap empresa tabaquera ha descrit detalladament quins elements afegeix ni en quines quantitats. Des de fa uns anys, però, la Unió Europea obliga a indicar la quantitat de nicotina i de quitrà del producte acabat, que es pot comprovar fàcilment a partir d'anàlisis de laboratori.
El primer productor de tabac del món és la Xina, seguida dels Estats Units, Índia i Brasil. A l'Estat espanyol, bàsicament importador, les principals regions de cultiu són Extremadura, les Canàries i Andalusia oriental. Als Països Catalans, la producció no ha estat mai important per manca de condicions naturals i de protecció fiscal; només Andorra ha tingut un cultiu d'una certa importància.
Segons l'Organització de les Nacions unides per a l'Alimentació i l'Agricultura la producció mundial de fulles de tabac va passar de 4,2 milions de tones el 1971 a 6,9 milions de tones en 1998-2000, en pes sec. El seu creixement va tenir lloc gairebé totalment en els països en desenvolupament. Segons les projeccions, la producció mundial arribarà a més de 7,1 milions de tones el 2010, fet que representa un creixement anual del 0,35 per cent. No obstant això, es tracta d'un nivell de producció inferior al nivell sense precedents de la producció mundial de 1992-1993.
Durant els anys 1990 la producció de fulles de tabac en els països desenvolupats va disminuir constantment, i es preveu que continuarà disminuint durant el decenni corrent, amb una producció total prevista en menys d'1,2 milions de tones el 2010.
En els països en desenvolupament, però, la producció de fulles de tabac hauria de continuar augmentant, amb una expansió de la seva participació en la producció mundial de prop de 79 per cent en 1998-2000 a 87 per cent en 2010. Les projeccions indiquen que la Xina seguirà sent el principal productor mundial amb una producció prevista al voltant de 3 milions de tones el 2010, molt superior a la de l'Índia i el Brasil. Malawi i Zimbàbue, encara que exportadors importants, tenen nivells de producció molt més baixos.

### Consum
El consum mundial de fulla de tabac va passar de 4,2 milions de tones el 1970 a 7,1 milions de tones de producte equivalent en pes sec en 1998-2000, amb més del 65 per cent del total mundial consumit en els països en desenvolupament. Es preveu que la demanda mundial continuarà augmentant molt lleument a 7 150 000 tones en pes sec el 2010.
Segons es preveu, la demanda total en els països desenvolupats disminuirà a més de l'1 per cent anual fins al 2010, al voltant de 2 050 000 tones, i el consum hauria de representar només el 29 per cent del total mundial. El quadre global de la demanda de tabac estarà determinat principalment pels països en desenvolupament, on es preveu que el consum augmentarà en 0,5 per cent anual a 5 090 000 tones en pes sec. Al voltant del 80 per cent de l'increment previst en la demanda hauria de tenir lloc a l'Extrem Orient, particularment a la Xina. La part corresponent a la Xina en la demanda mundial total de tabac probablement augmentarà a 37 per cent en 2010, enfront del 34 per cent en 1998-2000.

### Comerç
Segons les projeccions de la FAO, fetes l'any 2004, el volum de les exportacions de tabac continuarà augmentant però a una taxa anual molt més lenta de menys de l'1 per cent durant el període comprès entre 1998-2000 i 2010. El volum global de les exportacions hauria d'arribar a 2,2 milions de tones el 2010, enfront de 2 milions de tones el 1998-2000 i 1,4 milions de tones en un decenni anterior. Segons es preveu, les necessitats d'importació augmentaran considerablement en els països desenvolupats mentre disminuiran les seves disponibilitats exportables. En canvi, als països en desenvolupament es preveu que les disponibilitats exportables augmentaran més que les necessitats d'importació, ja que la producció continua traslladant-se des dels països desenvolupats als països en desenvolupament.
Les exportacions de països en desenvolupament com el Brasil, Malawi i Zimbàbue són molt competitives i les seves economies, sobretot les dues últimes, depenen decisivament del tabac. És probable que aquests països continuïn competint satisfactòriament amb altres països exportadors. Per exemple, el valor unitari de les exportacions de la fulla de tabac dels Estats Units és més del doble de la mitjana mundial, a causa de la seva qualitat superior, però també als seus majors costs de producció. En els països desenvolupats, els índexs salarials són molt més alts que en els països en desenvolupament. Atès que els fabricants de cigarrets estan en condicions d'aplicar tecnologies noves que els permeten utilitzar full de qualitat inferior, alguns països com el Brasil, Malawi i Zimbabwe s'estan tornant capaços de competir més eficaçment, i d'augmentar la seva participació en el mercat mundial. Tota reducció de l'ajut a la producció de tabac que s'apliqui en els països desenvolupats productors promouria noves variacions en la ubicació de la producció mundial de tabac a favor d'aquests tres països en desenvolupament, i possiblement d'altres com l'Índia, Turquia i la Xina.

## Tendències actuals

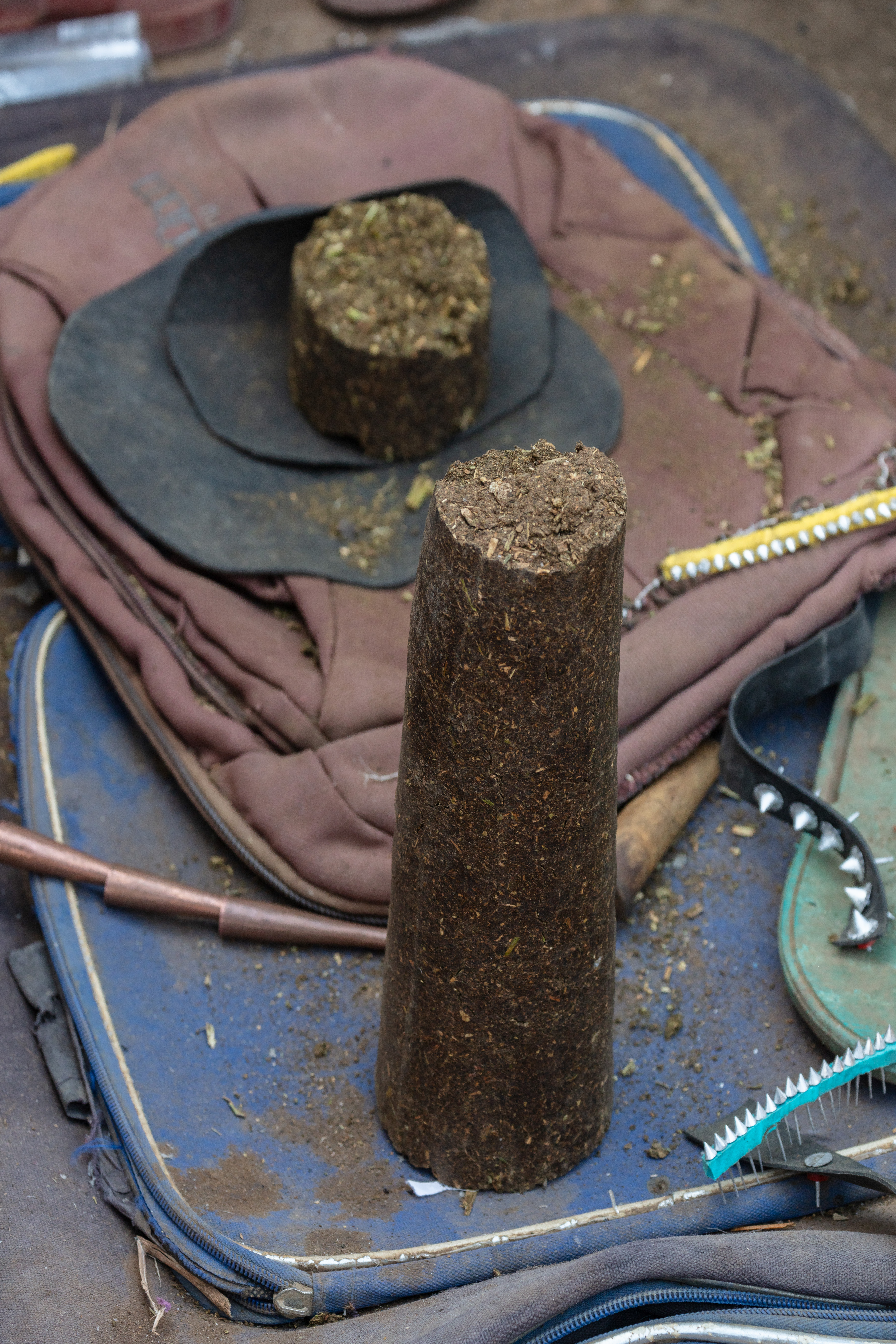
Kaputa, Sudan del Sud

Segons comunica l'Organització Mundial de la Salut (OMS), «els països que han reconegut la importància primordial d'informar al públic, han aconseguit un descens en el consum de tabac». Panos, agència londinenca d'informació, afegeix: «En moltes llars, llocs públics i centres de treball del Nord, ja no es considera socialment acceptable fumar», i moltes persones es veuen impedides de fer-ho en llocs públics tancats per les prohibicions adoptades en diversos països. Aquestes restriccions són més rígides en els països desenvolupats que en els subdesenvolupats, raó per la qual les empreses tabaqueres dirigeixen la seva publicitat més cap a les nacions amb menys prohibicions o amb lleis més laxes.
El consum de tabac és la primera causa de pèrdua de salut i de mortalitat prematura i evitable. És un dels factors de risc més importants de les principals malalties cardiovasculars i respiratòries cròniques, així com d'un nombre important de càncers. Els danys causats directament pel tabaquisme afecten principalment les persones fumadores, però generalment el consum del tabac afecta la societat en conjunt. Els beneficis del fet de deixar de fumar són ben clars; les persones exfumadores, deu anys després de deixar l'hàbit, tenen el mateix risc de contreure malalties que les no fumadores. Aconseguir l'abandonament definitiu del tabaquisme, però, no és fàcil, tot i que és ben possible.

## Productes del tabac
El tabac és emprat per fumar en forma de cigars, de cigarrets o en pipa, o bé es fa servir per mastegar o per aspirar-lo pel nas.
Les fulles de tabac són fetes assecar, o naturalment, posant-les al sol o penjant-les en locals prou airejats, o bé artificialment, en assecadors. Després d'una primera selecció, els manats de deu a cinquanta fulles són sotmesos, d'acord amb la qualitat i amb el producte que hom en vol obtenir, a una fermentació més o menys moderada. La fermentació més activa consisteix a reescalfar les fulles fins a uns 55 °C, operació en què perden una part de la nicotina. Les fulles destinades a rapè, és a dir, a tabac en pols per ésser inhalat, són remullades en salmorra, tallades a tires i deixades fermentar uns quants mesos, després dels quals són reduïdes a pols i fermentades novament.
El tabac de mastegar és elaborat sotmetent les fulles a un bany de salmorra i, a continuació, a un bany de suc de tabac salat; posteriorment són comprimides fortament en premses hidràuliques per tal que perdin l'excés de líquid. Els tabacs de fumar són preparats de diverses maneres, segons el gust que han de satisfer, però solen consistir en mescles de diferents tabacs, tractats de maneres també diferents. Els tractaments solen consistir en una o diverses humectacions en calent, a temperatures decreixents, i a una torrefacció posterior, i, eventualment, a tractaments per a llevar-ne la nicotina, totalment o en part.

## Legislació

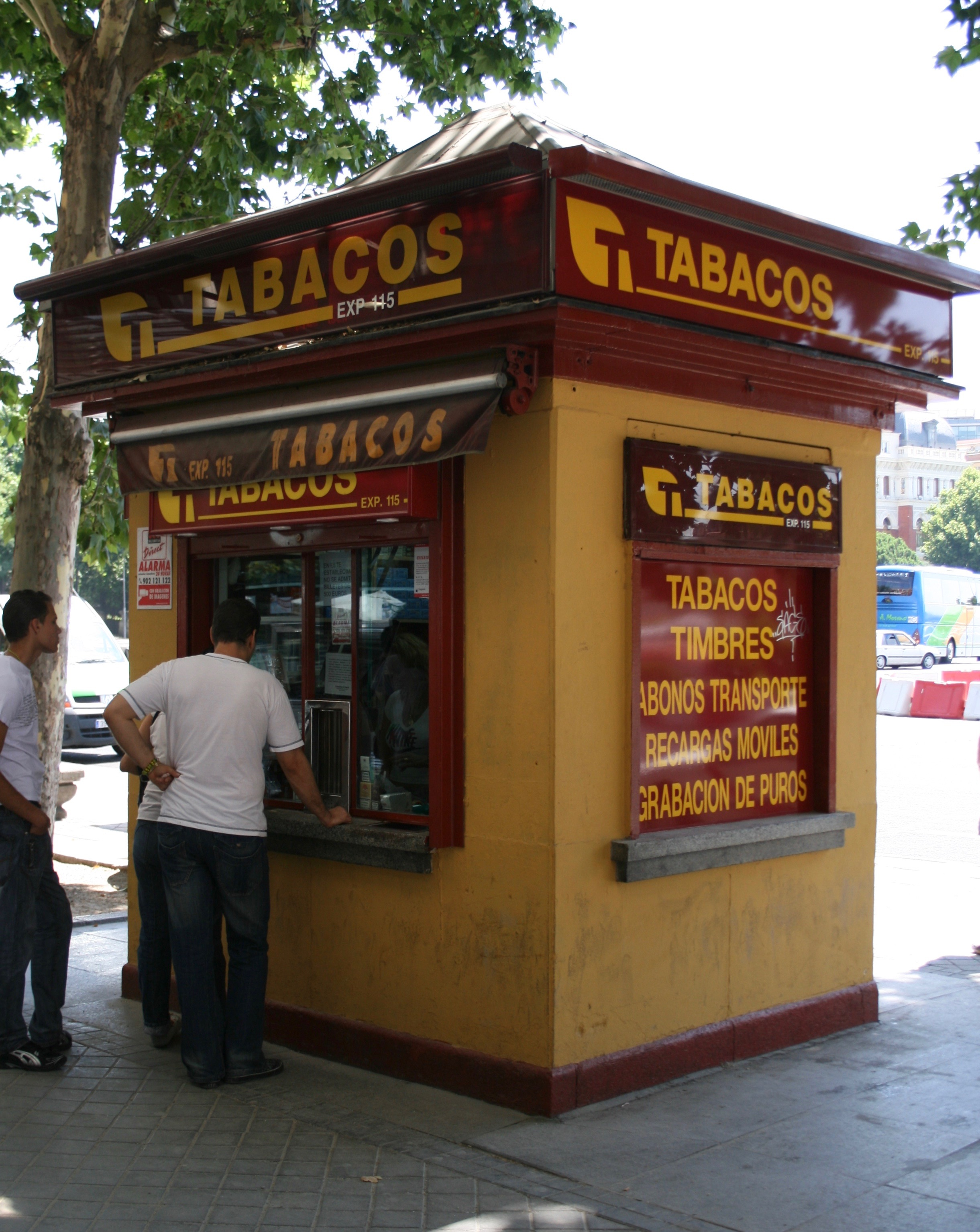
L'Estat Espanyol (Tabacalera) ha monopolitzat la venda de tabac a Espanya fins a l'any 1999. Avui Tabacalera s'ha unit amb la francesa SEITA per a formar Altadis.

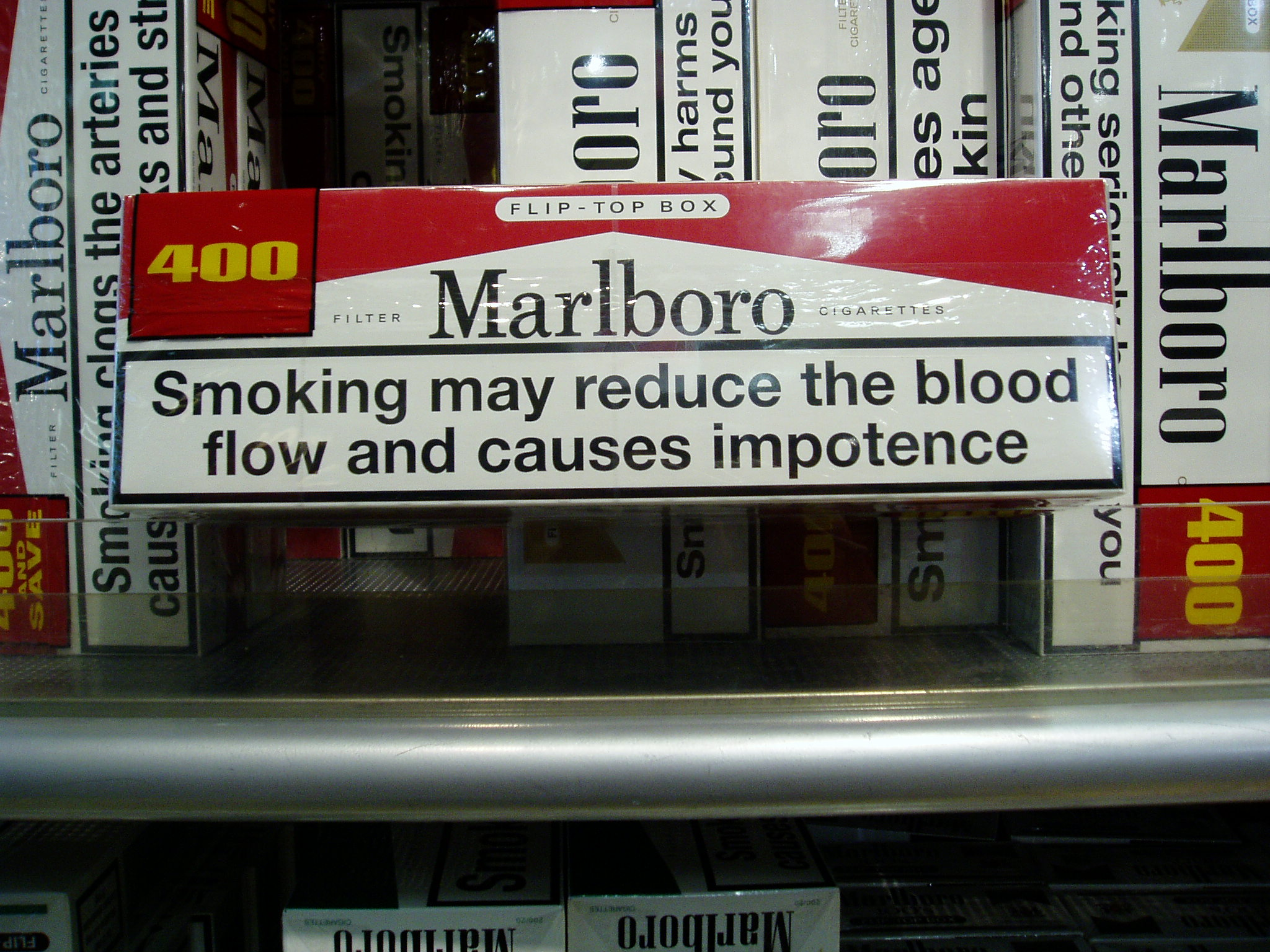
A la Unió Europea és obligatori que els paquets de tabac tinguin una advertència sobre algun efecte nociu per a la salut.

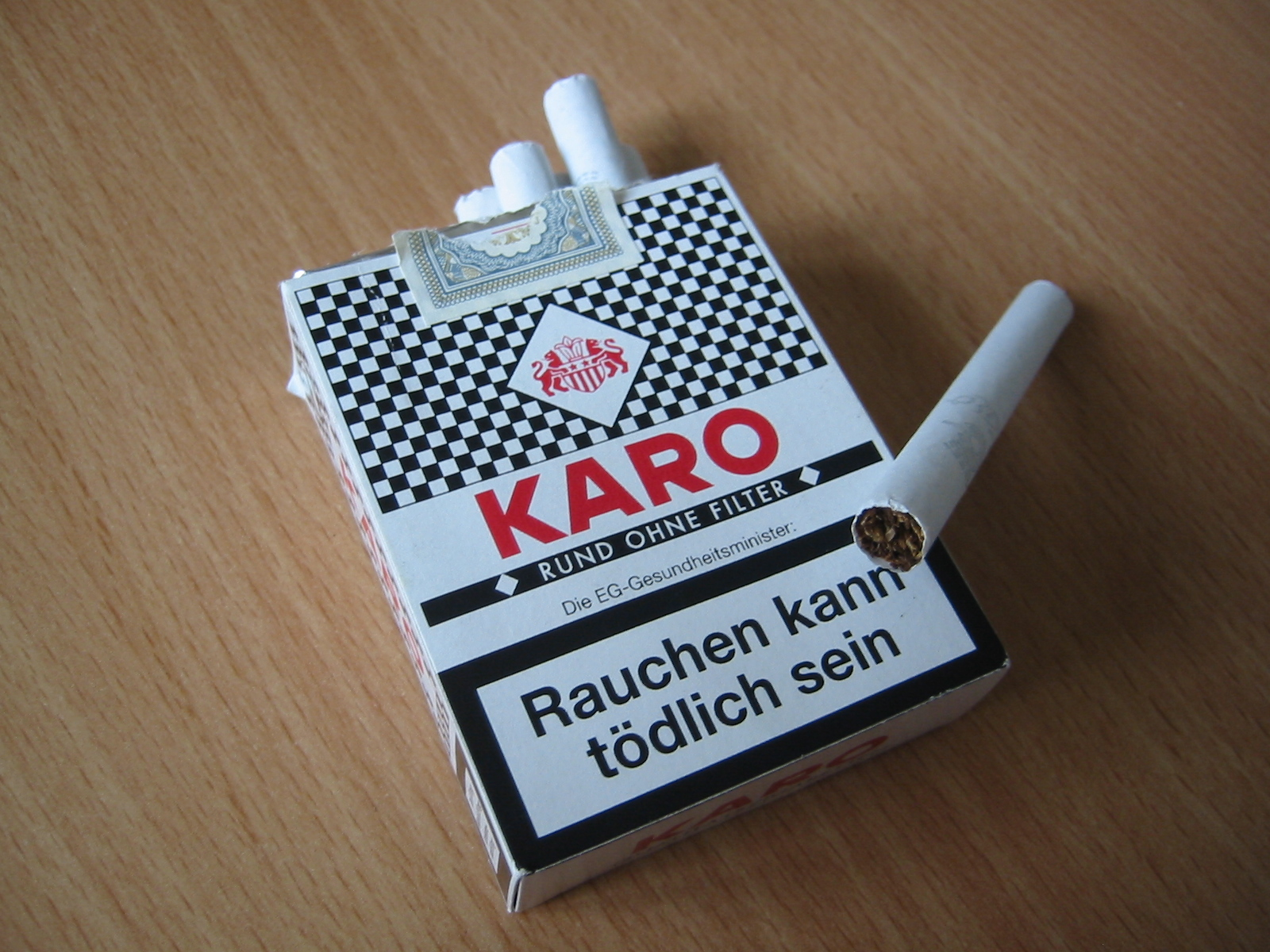
L'espai dedicat a l'advertiment és major ara que al 2003

A la Unió Europea ni el consum ni la fabricació ni la venda de tabac estan prohibits. En canvi, a Espanya i altres països, el seu consum està prohibit en el lloc de treball i en alguns llocs, com hospitals i en els seus voltants, transports públics, i ara fa poc als bars i locals d'oci. A les gasolineres i avions, la prohibició es fa per motius de seguretat. Sí que està prohibida la venda de tabac a menors d'edat però, al contrari del que es fa amb altres drogues, com per exemple, la marihuana, no es persegueix ni castiga els menors consumidors o que porten amb ells aquesta droga.
En alguns països d'Europa, com Irlanda, França o Itàlia, el consum és prohibit a tots els locals on es vengui menjar o es mengi, a més dels bars i sales de concerts. A Suècia el snus, tabac en bossetes que es posa entre la geniva i la galta, és popular, entre altres coses, perquè no perjudica els no fumadors (fumadors passius). A Espanya, en canvi, només ho és als que admetin clients menors d'edat.
A la Unió Europea hi ha una legislació molt precisa que fa referència als advertiments contra el consum de tabac, fent referència a alguna de les seves conseqüències nocives per a la salut, que cal que tinguin tots els paquets de cigarretes. Hi ha d'haver un missatge en lletra negra sobre fons blanc, remarcada en negre i que ocupi la meitat de la cara major de la capsa.
Tabacalera Española va ser una empresa pertanyent a l'Estat Espanyol que monopolitzava per llei la venda de tabac. En 1999 es va privatitzar. El tabac té un IVA superior al dels productes d'ús comú. Alguns polítics expliquen que és una decisió que pretén desencoratjar-ne el consum. Alguns altres, en canvi, observen que seria més eficaç prohibir-lo o aplicar-hi les mateixes lleis que en els productes alimentaris, i que a més els imposts indirectes, com l'aplicat al tabac, són regressius, és a dir que són, en percentatge respecte al salari o ingressos, més alts per a les classes més pobres i més baixos per als més rics, i, per tant, són una font de desigualtat.
El 17 de desembre de 2004, Bhutan es va convertir en el primer país del món en prohibir la venda i consum de cigarrets. Els seus habitants poden importar-ne per al seu ús personal, tot pagant un impost del 100%, i poden fumar-ne només en la intimitat de les seves llars.

## Tabaquisme

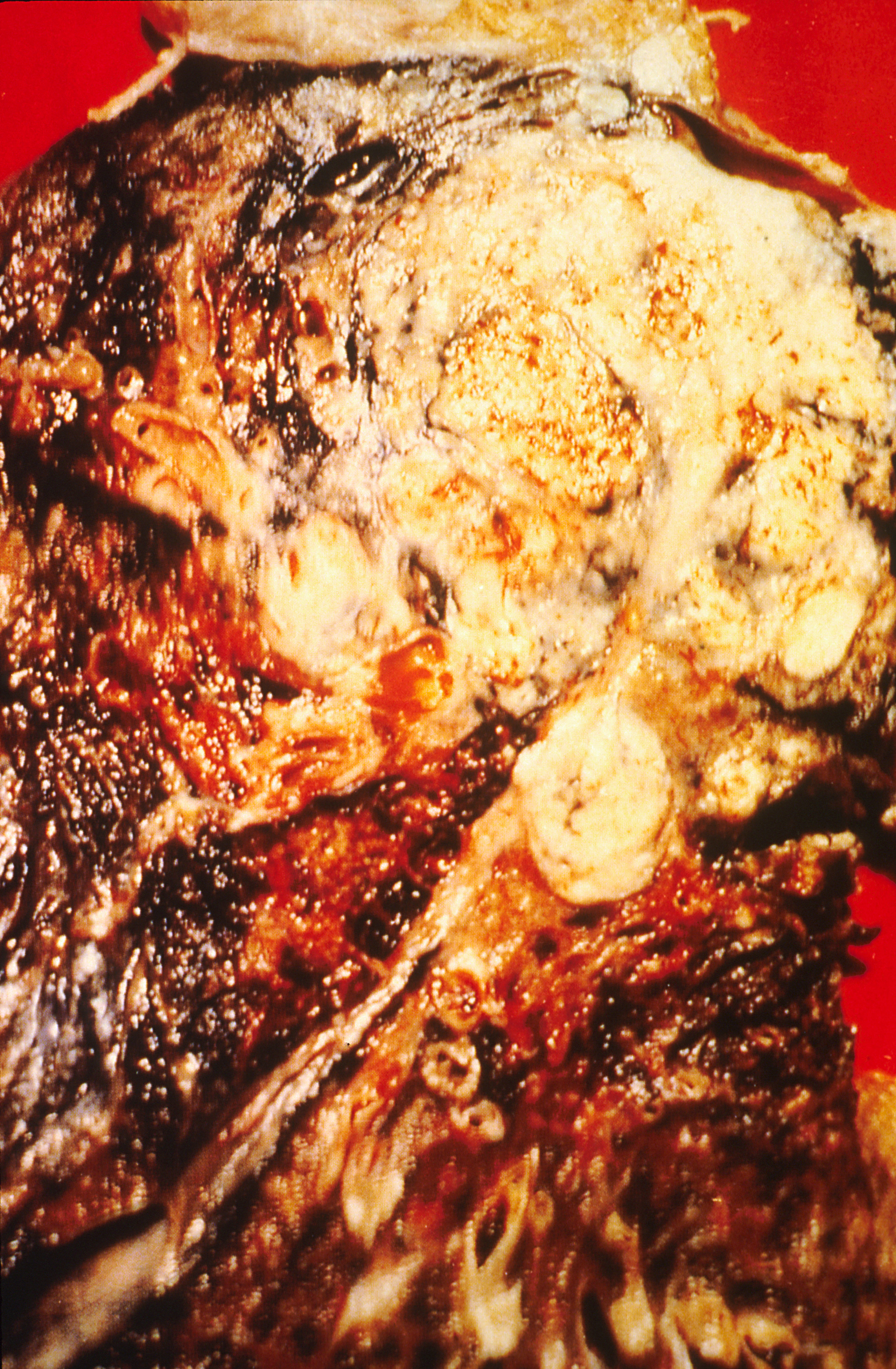
Pulmó d'un fumador afectat de càncer de pulmó. Les àrees negres són cobertes per components del tabac i han quedat endurides. Al mig, la taca blanca és el càncer produït per a aquests.

El tabaquisme és l'addicció al tabac a causa de la nicotina present de manera natural, i sobretot artificial, precisament per potenciar l'efecte addictiu i així poder vendre'n més. El tabac en forma de cigarretes és molt perjudicial per a la salut a causa dels nombrosos components tòxics (quitrà, CO, sulfats, etc.), radioactius (0,01 becquerels per gram de tabac) i cancerígens que conté, afegits de manera artificial a la planta. La nicotina, a més d'addictiva, també és altament tòxica i pot produir la mort a partir d'uns 50 mg. Si el tabac es considerés un producte alimentari, hi hauria centenars d'additius il·legals.